# بيدرو رافاييل باربوسا سانتوس
بيدرو رافاييل باربوسا سانتوس (18 يناير 1996 في البرتغال - ) هو لاعب كرة قدم برتغالي في مركز الدفاع. لعب مع نادي فييرينسي.

## وصلات خارجية
- بيدرو رافاييل باربوسا سانتوس على موقع قاعدة بيانات كرة القدم.إي يو (الإنجليزية)
- بيدرو رافاييل باربوسا سانتوس على موقع Soccerway.com (الإنجليزية)